# L'Agence Thompson and Co
L'Agence Thompson and Co est un roman de Michel Verne, publié à titre posthume sous le nom de son père Jules Verne en 1907.

## Historique
La publication préoriginale du roman a lieu dans Le Journal du 17 octobre au 25 décembre 1907. Il est ensuite repris en volume chez Hetzel. L'édition in-18° de L'Agence Thompson and Co (1908) ne précède pas celle in-8° (1907).

## Résumé
À Londres, Robert Morgand, jeune aristocrate français actuellement dans le plus grand dénuement, s’engage comme interprète-cicérone sur le Seamew, un navire affrété par l’Agence Thompson and Co qui propose à une soixantaine de touristes alléchés par des prix dérisoires une croisière qui doit les conduire aux Açores, à Madère et aux Canaries.
Dès l'arrivée aux Açores, le manque d’organisation et de préparation de Thompson, l’administrateur de la croisière qui accompagne les passagers, est flagrant, bien que Robert fasse de son mieux pour pallier l'incurie de son patron. Au fil des jours et des escales, la croisière vire au cauchemar. Les passagers, hauts en couleur pour la plupart, le vivent différemment selon leur caractère. L'un des passagers, Van Piperboom – de Rotterdam – ne parle que le hollandais, langue que personne d’autre que lui ne parle à bord. Le commandant du Seamew, le capitaine Pip, se confie régulièrement à son chien, Artimon. On trouve aussi parmi eux un épicier jovial et sa famille, un alcoolique chronique, un suicidaire…
À l'intrigue principale — la croisière proprement dite — viennent s'en ajouter d'autres : un vol est commis aux Açores, une idylle, compliquée par la situation financière de l’interprète, se noue entre Robert Morgand et Mme Lindsay, une jeune veuve américaine, par ailleurs harcelée par son beau-frère, également présent sur le navire, qui en veut à sa fortune. L’un des passagers, Saunders — en réalité un concurrent malheureux de Thompson qui a pris un nom d’emprunt — passe tout le voyage à récriminer contre l’administrateur, notant soigneusement dans un petit carnet tous les griefs à son encontre dans l’intention de lui faire un retentissant procès une fois de retour à Londres.
Les petits désagréments du voyage cèdent soudain la place à une situation nettement plus critique lorsque, le retour vers Londres à peine commencé, la chaudière du Seamew, en fin de vie comme le bateau lui-même, explose. Le capitaine Pip, qui a pris auprès des passagers la place de Thompson, complètement dépassé par la situation, réussit à conduire son navire jusqu’au Cap-Vert où il sombre à quelques mètres seulement d’un îlot désertique. Les passagers, tous sains et saufs, parviennent à rallier l’île de Sao-Thiago, dont ils découvrent trop tard qu’elle est en quarantaine à cause d’une fièvre pernicieuse. Ils parviennent toutefois à s’en échapper sur la Santa Maria, un petit navire commandé par le capitaine Pip qui espère atteindre sans encombre un port espagnol ou portugais.
Le sort qui s’acharne sur les pauvres passagers se manifeste une nouvelle fois sous la forme d’un ouragan qui vient jeter le vaisseau sur le littoral africain, au beau milieu de la côte saharienne, à plusieurs centaines de kilomètres de Saint-Louis du Sénégal, qui est le port le plus proche. Le dénouement de cette expédition, auquel Robert Morgand va apporter une contribution importante, ne manque pas de romanesque et tous les participants de la croisière rentreront à Londres à une exception près.